# High Country Snows
High Country Snows is het achtste studioalbum van de Amerikaanse singer-songwriter Dan Fogelberg. Het is het album dat het meest tegen de countrymuziek aanleunt en is opgedragen aan het plattelandsleven. Het is opgenomen in de studio van Bennett House, Franklin (Tennessee).

## Musici
Er kwam weer een hele lijst musici langs tijdens de opnamen:
- Dan Fogelberg – alle instrumenten behalve
- Anita Ball- achtergrondzang
- David Briggs - piano
- Jim Buchanan - fiddle, viool
- Dianne Davidson - achtergrondzang
- Jerry Douglas - dobro, gitaar, zang
- Vince Gill - gitaar, high tenor vocals
- Emory Gordy - basgitaar
- David Grisman - mandoline, mandola
- Michael Hanna – synthesizer, keyboard
- Chris Hillman - mandoline, zang
- Russ Kunkel – slagwerk en percussie
- Charlie McCoy - harmonica
- Dan Murakami - handclapping
- Tracy Nelson - achtergrondzang
- Herb Pedersen - banjo, zang
- Al Perkins - pedal steel, steel guitar
- Ricky Skaggs - viool, zang
- Doc Watson – gitaar

## Composities
Allen van Fogelberg, behalve waar vermeld:
1. "Down the Road" (Lester Flatt, Earl Scruggs) – 0:27
2. "Mountain Pass" – 2:45
3. "Sutter's Mill" – 6:32
4. "Wolf Creek" – 2:52
5. "High Country Snows" – 4:42
6. "The Outlaw" (Jay Bolotin) – 3:23
7. "Shallow Rivers" – 3:10
8. "Go Down Easy" (Bolotin) – 3:52
9. "Wandering Shepherd" – 3:19
10. "Think of What You've Done" (Carter Stanley) – 2:35
11. "The Higher You Climb" – 6:07